# Řád svatého Karla

Řád svatého Karla

Řád svatého Karla (francouzsky: Ordre de Saint-Charles) je knížecí monacký záslužný řád, založený roku 15. března 1858 knížetem Karlem III. (Charles, 1856-89). Dělí se na pět tříd:
- velkokříž (grand-croix) – velkostuha, hvězda
- velkodůstojník – (grand-officier) - u krku, hvězda na pravé straně prsou
- komandér (commandeur) – u krku
- důstojník (officier) – na prsou s rozetou na stuze
- rytíř (chevalier)  – na prsou.

Odznakem je zlatý osmihrotý bíle smaltovaný kříž s červeným okrajem (s kuličkami na koncích ramen), převýšený korunou. Mezi rameny probíhá zelený věnec. V okrouhlém červeném středu  je dvojitá korunovaná iniciála zakladatele řádu C, okolo nápis Princeps et Patria (Kníže a vlast). Vzadu je monacký znak (bílé a červené routy, okolo heslo Deo juvante (S pomocí Boží). 
Řádový řetěz k velkokříži je tvořen dvojitým zlatým řetízkem, v němž je 14 medailonů – ve vavřínovém věnci střídavě zlaté korunované iniciály C v červeném poli a bílé a červené routy.   
Hvězda: stříbrná osmicípá s řádovým křížem ve středu.
Stuha: červeno – bílo – červená.  
Statuta řádu byla vydána nařízením (Ordonnance) ze 16. ledna 1863.
Od roku 1954 není jediným monackým řádem – kníže Rainier III. založil Řád Grimaldiů / Ordre de Grimaldi.